# Jakub Krejcik
Jakub Krejcik eller Jakub Krejčík, född 25 juni 1991, är en tjeckisk professionell ishockeyspelare som tidigare har spelat för bland annat HC Slavia Praha och HC Lev Praha. Från säsongen 2014/2015 spelar Krejcik i Örebro HK.

## Klubbar
- HC Slavia Praha (2010/2011–2012/2013)
- HC Havlickuv Brod (2010/2011) (Lån)
- HC Slovan Usti nad Labem (2011/2012) (Lån)
- HC Lev Praha (2012/2013–2013/2014)
- HC Sparta Praha (2013/2014) (Lån)
- Örebro HK (2014/2015–)